# Шелертен
Шелертен (њем. Schellerten) општина је у њемачкој савезној држави Доња Саксонија. Једно је од 40 општинских средишта округа Хилдесхајм. Према процјени из 2010. у општини је живјело 8.439 становника. Посједује регионалну шифру (AGS) 3254029.

## Географски и демографски подаци
Шелертен се налази у савезној држави Доња Саксонија у округу Хилдесхајм. Општина се налази на надморској висини од 99 метара. Површина општине износи 80,0 km². У самом мјесту је, према процјени из 2010. године, живјело 8.439 становника. Просјечна густина становништва износи 105 становника/km².